# Condado de Alba Real
El condado de Alba Real (en algunos escritos figura como Albarreal) es un título nobiliario español creado por el rey Carlos II, el 5 de febrero de 1688, a favor de Diego (Dávila) de Rivera y Vera, Quiroga y Alderete, gentilhombre de boca de S.M.
Fue rehabilitado, en 1971, a favor de Carlota Ribed y Nieulant, X condesa de Alba Real.

## Armas
En campo de oro, tres fajas, de sínople. Divisa: «Semper Fidelis».

## Historia de los condes de Alba Real
- Diego de Rivera y Vera, Quiroga y Alderete, I conde de Alba Real,[2] Gentilhombre de Boca de S.M. y juez veedor perpetuo de contrabandos de Bilbao. Era hijo de Diego de Rivera Hinojosa y Montalvo, y de su esposa María Jerónima de Vera Enríquez y Duque de Estrada,[3] duquesa de Estrada.[4]

Casó con Juana Pérez de Guzmán el Bueno y Moncada, de cuyo matrimonio nacieron dos hijas: Juana de Rivera y Pérez de Guzmán el Bueno, que sucedió en el título, y Sebastiana de Rivera y Pérez de Guzmán el Bueno, quien casó con Pedro de Velasco-Ceballos y Gómez del Ribero. Le sucedió su hija:
- Juana Dávila de Rivera y Pérez de Guzmán el Bueno, II condesa de Alba Real.[2]

Casó con Pedro Villanueva y Jiménez. Le sucedió su hijo:
- Domingo María de Villanueva y de Rivera (Valladolid, 12 de mayo de 1731-20 de abril de 1762), III conde de Alba Real.[5]

Casó con Nicolasa Rita Cañas y Trelles, hija Francisco de Cañas y Altamirano, VII marqués de Vallecerrato, y de su mujer, Isabel de Trelles y Palafox, IV duquesa del Parque y III princesa de la Sala de Partinico. Le sucedió su hijo:
- Francisco de Paula Villanueva y Cañas Sanz de Latrás (Valladolid, 1757-Zaragoza, 13 de marzo de 1833), IV conde de Alba Real, [7] IX conde de Atarés,[8] V marqués de Villalba, marqués de Peramán y barón de Latrás.[7]

Casó en primeras nupcias, el 12 de enero de 1774, con Luisa Pérez Barradas y Fernández de Córdoba. Contrajo un segundo matrimonio, en 1806, con Manuela Magallón y Armendáriz. Casó en terceras nupcias, el 26 de noviembre de 1816, con Mariana Altarriba y Azcón. Le sucedió su hijo del primer matrimonio:
- Francisco Javier de Villanueva y Pérez de Barradas (Valladolid, 4 de junio de 1777-9 de mayo de 1838), V conde de Alba Real,[9] X conde de Atarés, grande de España,[8] VI marqués de Villalba y prócer del reino.[10]

Casó, en 1808, con María del Rosario de Zayas y Arias de Saavedra (m. 1848). Sucedió su hijo:
- Francisco de Paula de Villanueva y Zayas (1810-16 de octubre de 1855), VI conde de Alba Real,[9] XI conde de Atarés, grande de España,[11] VII marqués de Villalba y IV marqués de Peramán, sucediendo a su tía, Joaquina de Villanueva y Herrera, III marquesa de Peramán.[9]

Casó, en primeras nupcias con Inés Pérez de Barradas y Arias de Saavedra (m. 18 de agosto de 1834) y en segundas, el 10 de julio de 1835, con Josefa Part de la Presa (m. 1871). Sucedió su hijo del primer matrimonio:
- Juan Bautista de Villanueva y Pérez de Barradas (1835-1904), VII conde de Alba Real[9] y XII conde de Atarés, grande de España.[11] «Renunció [en 1875], sin hacer públicas sus razones a sus títulos, continuando en diversos sobrinos»[12]

Casó con María de la Concepción Delgado y Parejo. Sucedió su sobrina, hija de José de Rivera y Villanueva y Pérez de Barradas (1787-1855) y de Ramona Carbonell y de la Huerta.
- María del Pilar Rivera y Villanueva (Madrid, 1 de noviembre de 1822-Carratraca, 17 de junio de 1873), VIII condesa de Alba Real.[b]

Casó, en Madrid, el 21 de mayo de 1846, con José Nieulant y Sánchez-Pleités (Madrid, 6 de noviembre de 1822-Madrid, 2 de marzo de 1878), IX marqués de Gelo, V marqués de Perijáa, XIII marqués de Villamagna, grande de España. En 1910, sucedió su nieta, hija de Carlota Erro y Zuasti y de  Juan José Nieulant y Villanueva, IV marqués de Sotomayor, grande de España, a quien en 1909 se mandó expedir carta de sucesión en el condado de Alba Real pero que al no satisfacer el impuesto especial correspondiente, el título se declaró vacante.
- María del Pilar Nieulant y Erro (1885-Pizarra, Málaga, 1936), IX condesa de Alba Real.[16]

Sucedió su hermana:
- María Luisa Nieulant y Erro (1887-1947), X condesa de Alba Real[16]

Casó, en 1906, con Alberto Ribed y Andriani. Sucedió su hija que rehabilitó el título en 1971:
- Carlota Ribed y Nieulant (1917-2006), XI condesa de Alba Real.[1]

Casó con Carlos María Rodríguez de Valcárcel y Nebreda, hermano del I conde de Rodríguez de Valcárcel. De dicho matrimonio nacieron dos hijos: María Sonsoles Rodríguez de Valcárcel y Ribed (n.1946) y Carlos María Rodríguez de Valcárcel y Ribed, (n.1948), que le sucedió, en 2007:
- Carlos María José Rodríguez de Valcárcel y de Ribed (1948-4 de julio de 2024), XII conde de Alba Real[17] y II conde de Rodríguez de Valcárcel.[16]

Su hermana, María de Sonsoles Rodríguez de Valcárcel y Ribed, ha solicitado la sucesión en el condado de Alba Real.